# Trevor Halstead
Pas d'image ? Cliquez ici

a Compétitions nationales et continentales officielles uniquement.

b Matchs officiels uniquement.
Dernière mise à jour le 8 novembre 2021.
Trevor Halstead, est né le 17 juin 1976 en à Margate (Afrique du Sud). C’est un joueur de rugby à XV international sud-africain évoluant au poste de trois-quarts centre. 

## Carrière

### En club
Il a joué dans le Super 12 avec les Sharks (11 matchs en 2004 et 11 matchs en 2005).
Il joue ensuite avec la province du Munster en Coupe d'Europe (54 matchs et 14 essais) et en Celtic league.

### En équipe nationale
Il a disputé deux matchs avec l'équipe d'Afrique du Sud en 2002 - 2003

## Palmarès
- Finaliste de la Coupe d'Europe : 2006